# Autolico di Pitane

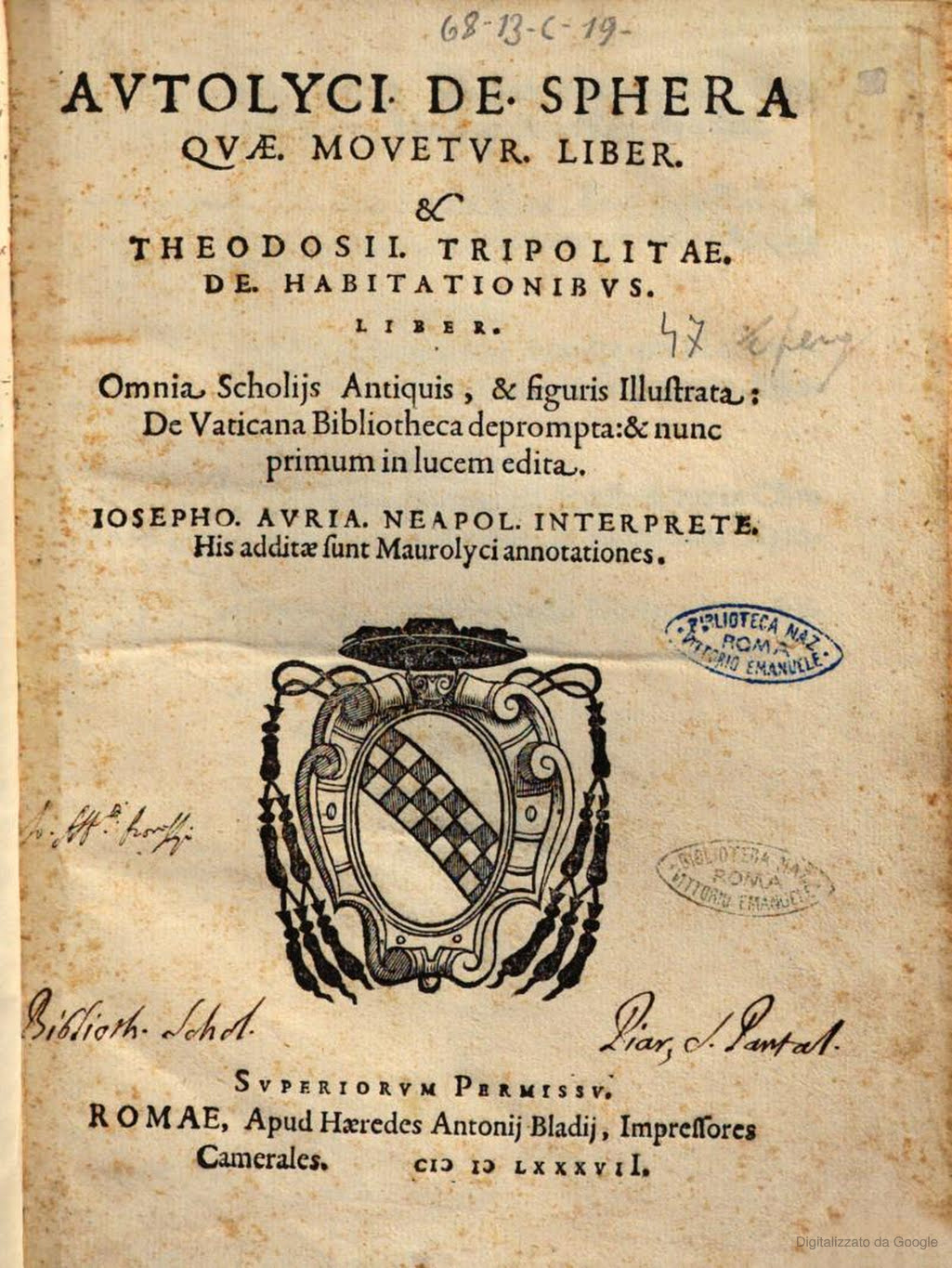
De sphaera quae movetur liber, 1587

Autolico di Pitane (in greco antico: Αὐτόλυκος ὁ Πιταναῖος?, Autólykos ho Pitanâios; 360 a.C. – 290 a.C.) è stato un matematico, astronomo e geografo greco antico.

## Biografia
Nato a Pitane, una città dell'Eolide in Asia Minore, poco o nulla si sa della vita di Autolico se non che fu coevo di Aristotele e che compose le sue opera ad Atene tra il 335 a. C. e il 300 a.C. 
L'unica notizia che abbiamo su di lui, trasmessa da Diogene Laerzio, è quella che sarebbe stato uno dei maestri di Arcesilao di Pitane. 
Le date approssimative usualmente accettate (qui riportate) sono ricavate soprattutto da un confronto tra le opere che abbiamo di Autolico e quelle di altri autori. In particolare, sembra che alcuni teoremi di Autolico siano usati da Euclide, che gli sarebbe quindi posteriore. Se l'argomento precedente è corretto, se ne deduce che quelle di Autolico sono le più antiche tra tutte le opere matematiche greche conservate.

## Opere
Di Autolico si sono conservate due opere.
La prima è Sul moto della sfera (Περὶ τῆς κινουμένης σφαίρας), noto con il titolo in latino De sphaera quae movetur liber. L'opera si concentra sulla geometria della sfera, scritta anche per fornire uno sfondo matematico per l'astronomia.
Altra opera è Sulle levate e tramonti degli astri (Περὶ ανατολῶν καὶ δύσεων τῶν οὐρανίων σωμάτων), noto in latino comeDe vario ortu et occasu astrorum inerrantium. L'opera è tramandata in due libri, in realtà entrambi versioni dello stesso lavoro: in effetti, il secondo libro è in realtà un'edizione rivista e ampliata del primo.
Esse contengono soprattutto semplici proposizioni di geometria sferica applicate e motivate dallo studio del moto apparente delle stelle fisse. Il metodo dimostrativo che ci è familiare dagli Elementi di Euclide vi può essere visto all'opera per la prima volta: tuttavia, a differenza dell'opera di Euclide, ogni singola proposizione ha una diretta motivazione applicativa. 
Si ritiene che le opere di Autolico siano state un'importante fonte delle successive opere di geometria sferica, in particolare di quella, di duecento anni successiva, di Teodosio di Bitinia.